# Xuân Hòa, Như Xuân
Xuân Hòa là một xã thuộc huyện Như Xuân, tỉnh Thanh Hóa, Việt Nam.
Xã có diện tích 116,77 km², dân số năm 2008 là 3698 người, mật độ dân số đạt 32 người/km².

## Lịch sử
- Nông trường Bãi Trành được thành lập năm 1961 theo quyết định số 131 NN/QĐ của Ủy ban Hành chính tỉnh Thanh Hoá ngày 17/01/1961 là khu vực bỏ hoang giữa hai xã Quảng Dạ và Bình Lương huyện Như Xuân giao cho nông trường Sao Vàng khai phá để phát triển chăn nuôi.[4]
- Thị trấn Nông trường Bãi Trành được thành lập từ nông trường Bãi Trành theo quyết định số 128 /nv của bộ Nội vụ và 318 TC/UBTH của UBNHC tỉnh Thanh Hoá ngày 15/03/1969.[5]
- Năm 2004, Thị trấn Nông trường Bãi Trành bị giải thể. Xã Bãi Trành thuộc huyện Như Xuân được thành lập trên cơ sở 1.253,79 ha diện tích tự nhiên của Nông trường Bãi Trành đang sử dụng thuộc địa giới hành chính của xã Xuân Bình và 1.283,48 ha diện tích tự nhiên của xã Xuân Bình; 2.516 nhân khẩu của thị trấn nông trường Bãi Trành và 2.216 nhân khẩu của xã Xuân Bình. Ngoài ra, xã Xuân Hòa thuộc huyện Như Xuân cũng được thành lập trên cơ sở 2.431 ha diện tích tự nhiên của Nông trường Bãi Trành đang sử dụng thuộc địa giới hành chính xã Xuân Bình và 9.245,75 ha diện tích tự nhiên của xã Xuân Bình; 232 nhân khẩu của thị trấn nông trường Bãi Trành và 1.953 nhân khẩu của xã Xuân Bình.

Số nhân khẩu còn lại của Thị trấn Nông trường Bãi Trành chuyển về các xã như sau: 1.833 nhân khẩu về xã Xuân Bình, 254 nhân khẩu về xã Xuân Thái.
Sự kiện nổi bật
- Tháng 1 năm 2008, Xuân Hòa vinh dự được đón đồng chí Nguyễn Hữu Thọ về thăm và ăn tết tại đây.
- Hiện nay Xuân Hòa là một trong những địa phương có tốc độ phá rừng nhanh nhất cả nước.Sau khi điều chỉnh địa giới hành chính thành lập các xã Bãi Trành, Xuân Hòa:
- Xã Xuân Bình thuộc huyện Như Xuân có 3.859,94 ha diện tích tự nhiên và 4.982 nhân khẩu.
- Xã Xuân Thái thuộc huyện Như Thanh có 11.972 ha diện tích tự nhiên và 3.669 nhân khẩu.